# 크리스 귀프로이
크리스 귀프로이(독일어: Chris Gueffroy, 1968년 6월 21일 ~ 1989년 2월 6일)는 동베를린에서 베를린 장벽을 넘어 서베를린으로 탈출하려다 마지막으로 총에 맞아 사망한 두 번째 사람이다.

## 생애
크리스 귀프로이는 1968년 6월 21일 노이브란덴부르크구 베지르크(현재의 메클렌부르크포어포메른주) 파세워크에서 태어났다. 그에게는 형 슈테판 귀프로이가 있었다.
그는 1970년에 어머니 카린 귀프로이와 아버지 알로이스 귀프로이가 이혼한 같은 해에 슈베트로 이사했다. 3년 후, 5살이 됐을 때 그는 그의 어머니와 형제와 함께 베를린으로 이사했다. 그가 3학년이 되었을 때, 그는 그의 체조 재능 덕에 SC 디나모 베를린 유소년 스포츠 학교에 갈 수 있게 됐다. 학교를 졸업한 후, 그는 인민군 장교가 되는 것을 거부했다가 대학에서 공부할 수 없게 됐고, 결국 배우나 조종사가 되려는 그의 꿈은 끝이 났다. 1985년 9월 그는 베를린 근교의 쇠네펠트 공항 식당에서 견습생 생활을 시작했고 이후 여러 식당에서 일했다. 웨이터로서 수입은 평균보다 좋았고 행동의 자유도 얻었지만 요식업의 부패가 만연한 것에 혐오감을 느꼈다고 미식학교에서 만난 친구 크리스티안 가우디안이 소감을 전했다. 스무 살이 되었을 때, 그는 그것이 항상 이런 식일 것이라는 것과 자신이 살고 싶은 곳을 스스로 결정할 자유를 결코 갖지 못할 것이라는 사실이 점점 더 견딜 수 없어졌다. 1989년 1월 중순, 그가 동독 군대에 징집될 것이라는 것을 알게 된 그와 가우디안은 동독을 떠나기로 결정했다.

## 사망
귀프로이와 가우디안은 장벽을 넘어 도망치려고 결정했을 때, 장벽을 넘어가려는 사람은 누구든지 총살하라는 상비 명령인 쉬에베펠(Sießbefell)이 해제되었다고 잘못 알고 있었다. 스웨덴 총리 잉그바르 칼손은 동베를린을 국빈 방문할 예정이었다. 둘은 1989년 2월 5일부터 6일까지 브리즈 운하를 따라 동베를린에서 서베를린으로 탈출하려고 시도했다. 마지막 금속 격자 울타리를 오르던 두 사람은 NVA 국경 부대에게 발각되었다. 귀프로이는 두 발의 총탄을 가슴에 맞고 국경 지대에서 사망했다. 가우디안은 1989년 5월 24일에 체포되어 1도 불법 월경 시도로 3년형을 선고받았다. 1989년 9월 동독 정부에 의해 보석으로 풀려났고, 1989년 10월 17일 그는 서베를린으로 이송되었다.
크리스 귀프로이는 벽을 넘으려다 마지막으로 사망한 사람으로 잘못 알려져 있기도 하나, 사실 그는 무기 사용을 통해 마지막으로 사망했으며 전체적으로는 뒤에서 두 번째로 사망했다. 1989년 3월 8일, 빈프리트 프로이덴베르크는 서베를린 국경을 넘기 위해 급조한 풍선 기구의 추락으로 사망했다.

## 여파
크리스의 죽음에 대한 보상으로 동독 정부는 그의 어머니 카린 귀프로이가 서베를린으로 이주하여 바움슐렌베그에 있는 크리스의 무덤을 매주 방문하는 것을 허락했다. 그녀는 올덴부르크 스트라제 36번지에 위치한 서베를린 모아비트 지역에 거주했다.
당시 4명의 국경수비대는 처음에는 에리히 뵐너 그렌츠코만도스 미테 국경수비대장으로부터 상을 받았고, 각각 150마르크의 동독 마르크를 받았다. 그러나 동독과 서독의 재통일 이후, 그들은 베를린 지방 법원에 의해 기소되었다. 1992년 1월 전직 국경수비대였던 미케 슈미트(현 2명의 자녀를 둔 방앗간 주인)와 페터 슈미트(현 3명의 자녀를 둔 전기기사)는 무죄를 선고받고 풀려났다. 세 번째 전직 국경 수비대인 안드레아스 쿠엔파스(현재는 무직)는 집행유예 2년을 선고받았다. 네 번째 전직 국경경비대였던 잉고 하인리히(현 전자공학자)는 처음에는 3년 6개월의 징역형을 선고받았다. 상고심에서 1994년 연방대법원은 형을 집행유예 2년으로 감경하였다.
2000년, 지크프리트 로렌츠와 한스요아힘 뵈메 두 명의 SED 요원이 귀프로이와 다른 두 명의 청년들의 죽음으로 재판을 받았지만, 판사는 그들이 사살 명령을 해제할 수 있었다는 증거를 찾지 못해 무죄를 선고받았다. 이 사건은 2004년 8월 7일 재심리되었고, 두 사람은 유죄 판결을 받고 각각 15개월의 집행유예를 선고받았다. 판사는 짧은 형량이 사건 이후 시간이 길었기 때문이라고 설명했다. 이 사건은 독일 내 국경에서의 사망과 관련된 마지막 사건이었다.
2003년 6월 21일, 그의 35번째 생일이 되었을 때, 귀프로이의 기념비가 브리즈 운하 둑에 세워졌다. 이 기념비는 베를린 예술가 카를 비더만에 의해 디자인되었다. 국회의사당 옆에 있는 화이트 크로스 기념관에 있는 십자가 중 하나가 그에게 헌정되었다.
2010년 8월 13일, 트렙토우와 노이쾰른 사이의 브릿저 알레는 크리스 귀프로이알레로 개명되었다.

## 같이 보기
- 1961년 베를린 위기